# Bayonne (New Jersey)
Pour les articles homonymes, voir Bayonne.
Bayonne est une ville américaine de l'État du New Jersey, située dans le comté de Hudson au sud de la péninsule de Bergen Neck. Bayonne est située juste à l'ouest de la ville de New York. Sa population s’élevait à 71 686 habitants lors du recensement de 2020.

## Histoire
La légende dit que des huguenots français se seraient installés ici avant la fondation de la Nouvelle-Amsterdam et auraient donné le nom de la ville de Bayonne à la nouvelle colonie. Cependant, aucune source historique ne permet de confirmer ces suppositions. 
Une autre théorie sur l'origine du toponyme tenait au fait que la péninsule de Bergen Neck au sud de laquelle la ville fut construite est encadrée par deux baies : la Upper New York Bay à l'est, et la baie de Newark à l'ouest. Le nom de la ville proviendrait de la locution on the bay (« sur la baie ») d'où Bay-on. À noter qu'un hôtel de la ville porta aussi le nom de Bayonne Hôtel, qui donna ensuite le nom à la rue dans laquelle il se trouve : Bayonne street.
Le nom municipal provient en réalité de l'avenue Bayonne, une route transversale qui est aujourd'hui la 33e rue.

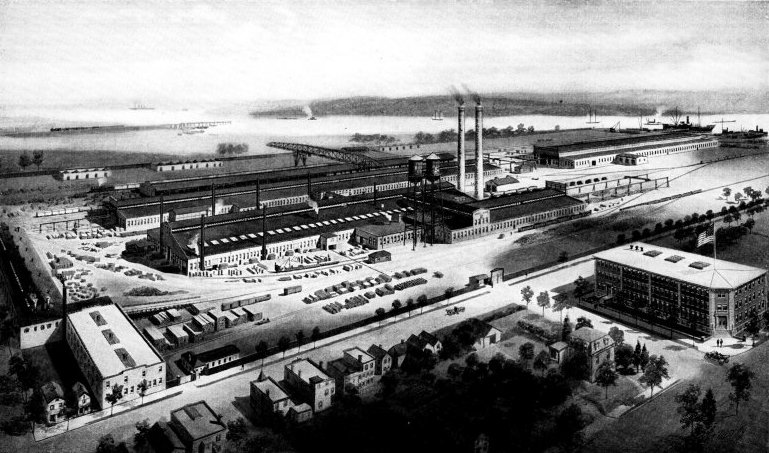
L'usine Babcock & Wilcox en 1919.

## Mémorial
Le 11 septembre 2006, au Bayonne Memorial Park, a été inaugurée une statue dite To the Struggle Against World Terrorism (À la lutte contre le terrorisme mondial) en présence de Bill Clinton et Vladimir Poutine, statue connue aussi sous le nom de Tear of Grief (Larme de douleur) et Tear Drop Memorial (Mémorial de Larme), en mémoire des victimes des attentats du 26 février 1993 et du 11 septembre 2001.

## Démographie
| Groupe                           | Bayonne | New Jersey | États-Unis |
| -------------------------------- | ------- | ---------- | ---------- |
| Blancs                           | 69,2    | 68,6       | 72,4       |
| Autres                           | 10,0    | 6,4        | 6,4        |
| Afro-Américains                  | 8,9     | 13,7       | 12,6       |
| Asiatiques                       | 7,7     | 8,6        | 4,8        |
| Métis                            | 3,9     | 2,3        | 2,9        |
| Amérindiens                      | 0,3     | 0,3        | 0,9        |
| Total                            | 100     | 100        | 100        |
|                                  |         |            |            |
| Hispaniques et Latino-Américains | 25,8    | 17,7       | 16,7       |

Selon l'American Community Survey, pour la période 2011-2015, 56,61 % de la population âgée de plus de 5 ans déclare parler l'anglais à la maison, 20,69 % déclare parler l’espagnol, 7,29 % l'arabe, 3,29 % le tagalog, 2,69 % le polonais, 1,21 % l'ourdou, 1,19 % l'italien, 1,10 % l'hindi, 0,75 % le grec, 0,55 % une langue chinoise, 0,49 % le coréen, 0,49 % le français et 3,64 % une autre langue.

## Transports
Bayonne est reliée à la ville de New York (Staten Island) via le pont de Bayonne, le cinquième plus grand pont arqué en acier au monde.

## Personnalités liées à la ville
- George R. R. Martin
- Chuck Wepner, boxeur américain, surnommé le "Bayonne Bleeder"

## Liens  externes
- Ressource relative à la géographie :   - Geographic Names Information System
- (en) Site officiel